# Arbois
Arbois – miejscowość i gmina we Francji, w regionie Burgundia-Franche-Comté, w departamencie Jura.
Według danych na rok 1990 gminę zamieszkiwało 3900 osób, a gęstość zaludnienia wynosiła 86 osób/km² (wśród 1786 gmin Franche-Comté Arbois plasuje się na 39. miejscu pod względem liczby ludności, natomiast pod względem powierzchni na miejscu 8.).